# 南柏舍镇
南柏舍镇，是中华人民共和国河北省石家庄市赵县下辖的一个乡镇级行政单位。

## 行政区划
南柏舍镇下辖以下地区：
南柏舍村、安柏舍村、北柏舍村、徐家寨村、唐家寨村、李柏舍村、曹柏舍村、东柏舍村、南李家疃一村、南李家疃二村、北李家疃村、河西寨村、杨家郭村、郑家郭村、许家郭村、高庄村、俞家岗村、王家郭一村、王家郭二村和王家郭三村。